# Бурундуки (Кайбицкий район)
Бурундуки (тат. Борындык ) — село в Кайбицком районе Республики Татарстан, административный центр муниципального образования Бурундуковское сельское поселение.

## География
Находится на реке Бирля, в 24 км к северо-востоку от села Большие Кайбицы. Через село проходит автодорога Р241.

## История
Основано в начале XVII века. Первое упоминание о селе встречается в 1674 году. До конца XIX века состояло из Больших и Малых Бурундуков. С конца XIX века носит современное название.
В XVIII – первой половине XIX века жители относились к сословию государственных крестьян. Основные занятия жителей в этот период – земледелие и скотоводство.
В «Списке населенных мест по сведениям 1859 года», изданном в 1866 году, населённый пункт упомянут дважды: как казённые деревни Большие и Малые Бурундуки 1-го стана Свияжского уезда Казанской губернии. Располагались при речке Бирле, по почтовому тракту из Казани в Симбирск, в 36 верстах от уездного города Свияжска и в 14 верстах от становой квартиры в казённом селе Кильдеево (Троицкое). В первой деревне, в 157 дворах проживали 974 человека (492 мужчины и 482 женщины), были мусульманский молитвенный дом, почтовая станция, этап, во второй — в 12 дворах проживали 68 человек (33 мужчины и 35 женщин).
В 1895 году была построена вторая соборная мечеть (в 1938 г. спилен минарет, в 1991 г. отреставрирована, памятник культовой архитектуры в традиционных для татарских мечетей формах, ныне действует).
В начале XX века в селе действовали 2 мечети (1869 и 1895 гг.), медресе, почтово-телеграфное отделение, почтовая станция, 4 мелочные лавки. В этот период земельный надел сельской общины составлял 2592 десятины.
До 1920 года село входило в Ивановскую волость Свияжского уезда Казанской губернии. После образования ТАССР в 1920 году Бурундуки вошли в состав Свияжского кантона АТССР. По упразднению кантонов, в течение шести месяцев 1927 года Бурундуки входили в состав Ульянковского района, затем Кайбицкого. С февраля 1963 года Бурундуки входили в состав Буинского района ТАССР, через год вошли в состав Апастовского района. С девятнадцатого апреля 1991 года село Бурундуки входят в административное подчинение Кайбицкого района Татарстана.
В 1931 году в селе был организован колхоз. С 1994 года ассоциация крестьянских хозяйств «Чулпан», с 2005 года общество с ограниченной ответственностью «Агрофирма «Золотой колос», с 2013 года общество с ограниченной ответственностью «Агрофирма «Ак Барс Кайбицы».

## Население
| Население |      |      |      |      |      |      |      |      |      |      |      |      |      |      |
| 1782      | 1859 | 1897 | 1908 | 1920 | 1926 | 1938 | 1949 | 1958 | 1970 | 1979 | 1989 | 2002 | 2010 | 2017 |
| 259       | 1042 | 1689 | 1920 | 1749 | 1755 | 1767 | 1308 | 1193 | 1216 | 1123 | 835  | 683  | 594  | 585  |

Национальный состав села — татары.

## Экономика
Жители занимаются полеводством, молочным скотоводством, свиноводством.

## Инфраструктура
Неполная средняя школа (с 1922 г. как начальная), детский сад (с 1970 г.), дом культуры, библиотека (с 1974 г.), фельдшерско-акушерский пункт (с 1989 г.).

## Религия
Мечеть — памятник культовой архитектуры в традиционных для татарских мечетей формах, 1895 год, реставрация 1991 год.  

## Известные люди
- Б. Г. Гарифуллин  (1907–2003) – механизатор-комбайнер, Герой Социалистического Труда
- Р. К. Калимуллин (1927–1993) – инженер-механик, Герой Социалистического Труда